# Пьемонтская революция
Пьемонтская революция — буржуазная революция 1821 года в Пьемонте (Сардинское королевство).

## Предпосылки
Началась под непосредственным влиянием Испанской (1820—1823) и Неаполитанской (1820—1821) революций. Подготавливалась деятельностью тайных обществ (карбонарии, общество итальянских федератов и другие), отражавших недовольство буржуазии и либерального дворянства восстановлением в Пьемонте после 1814 феодальных порядков. В программу тайных обществ входили требования изменения конституции, войны с Габсбургской империей за освобождение Ломбардо-Венеции от гнёта Габсбургов, создания Королевства Северной Италии во главе с Савойской династией. В ночь на 10 марта 1821 заговорщики, овладев главной военной цитаделью Пьемонта — Алессандрией, создали временную хунту во главе с полковником Г. Ансальди, которая провозгласила конституцию, принятую в 1812 испанскими кортесами (Кадисская конституция), и объявила войну Австрии.
12 марта восстание охватило Турин, где также была введена испанская конституция, образованы правительство и временно правящая хунта (26 марта алессандрийская хунта объявила о самороспуске и передала власть туринской хунте). Революция распространилась на Асти, Ивреа, Верчелли, Касале, Геную и ряд других городов. 13 марта Виктор Эммануил I отрёкся от престола и бежал из Турина, оставив регентом Карла Альберта. Последний, подтвердив введение конституции, тайно собирал войска для контрреволюционного переворота. 21 марта и он бежал из Турина. В условиях угрозы контрреволюции и интервенции со стороны Священного союза — временное правительство, особенно военный министр (с 21 марта) Сантароза, пытались укрепить армию и пробудить патриотизм населения. Однако народные массы, не получившие ничего от революции, остались пассивны. 8 апреля революционные войска были разбиты под Новарой королевскими пьемонтскими войсками, 9 апреля войска австрийских интервентов вступили в Алессандрию, 10 апреля королевские войска вошли в Турин. Революция потерпела поражение.